# Epictia magnamaculata
Epictia magnamaculata — вид змій родини струнких сліпунів (Leptotyphlopidae). Мешкає на Карибах.

## Поширення і екологія
Epictia magnamaculata мешкають на острові Косумель біля узбережжя Юкатану в Мексиці, на островах Іслас-де-ла-Бая, Кайос-Кочінос та на Лебединих островах біля узбережжя Гондурасу, а також на колумбійських островах Сан-Андрес-і-Провіденсія. Вони живуть в тропічних лісах і кокосових гаях.